# پاتریک مک‌گراث
پاتریک «پدی» مک‌گراث (Patrick "Paddy" MacGrath) ‏(۱۸۹۴ – ۶ سپتامبر ۱۹۴۰)، در خانوادهٔ جمهوری‌خواه دیرینه در شهر دوبلین به دنیا آمد و مانند دو برادرش (پیتر پاول و گابریل) در قیام عید پاک ۱۹۱۶ شرکت کرد. او پس از پایان قیام عید پاک اسیر شد و به اردوگاه زندانیان فرنگوک فرستاده شد تا دوره حبسش را در آنجا سپری کند. مک‌گراث در جریان انفجارات/برنامه خرابکاری در انگلستان، عضو ارشد ارتش جمهوری‌خواه ایرلند (IRA)، اعتصاب‌کنندگان غذایی، رئیس عملیاتی و تعلیمی ارتش جمهوری‌خواه ایرلند بود و نخستین نفر از ۶ مردی بود که از سوی حکومت ایرلند میان سال‌های ۱۹۴۰ الی ۱۹۴۴ اعدام گردید. مک‌گراث پس از مشارکت در قیام عید پاک، در ارتش جمهوری‌خواه ایرلند باقی ماند. او در این سازمان ارتقاء کرد و به رهبر بزرگی سازمان مبدل شد.

## پس‌زمینه
در ۱۹ فوریه ۱۹۲۰، پدی و گابریل مک‌گراث (عضو برجسته ده تن فوت پایکر، دری ۱۹۱۸) از یک عملیات ارتش جمهوری‌خواه ایرلند درحال بازگشت به سمت خانه خود در راتمینز بودند. پدی طی یک حمله ناموفق برای یافتن مهمات در دوبلین با پلیس به درگیری مسلحانه پرداخت و شدیداً زخمی شد. جراحت مک‌گراث خیلی شدید بود که انتقال‌اش به دادگاه را ناممکن ساخت و پس از توقیف طولانی در بیمارستان آزاد شد. در این حمله، جان والش اهل گابلی، وکسفورد، افسر محلی ارتش کشته شد و گروهبان دنلیوی، دوست و همراه او زخم برداشت. این حادثه، عملیات مسلحانه پلیس یونیفورم‌دار میتروپولیتان دوبلین و اعمال مقررات قیود شب‌گردی را تا ساعت ۵ صبح متوقف کرد.
اعدام سریع مک‌گراث در سال ۱۹۴۰ در حقیقت واکنشی بود، به افزایش فعالیت ارتش جمهوری‌خواه ایرلند و کارزار بمب‌گذاری/ برنامه خرابکاری در انگلستان. میان سال‌های ۱۹۳۹ – ۱۹۴۰، سه لایحه‌ای که اختیارات فوق‌العاده‌ای را برای دولت ایرلند (که قبلاً به دولت آزاد ایرلند شناخته می‌شد) اعطاء کرد، در مجمع عمومی ایرلند تصویب شد. قانون خیانت ۱۹۳۹ (جنایت را به یک جرم بزرگ مبدل کرد) و قوانین جرایم علیه دولت ۱۹۳۹ – ۱۹۹۸ به‌وسیله قانون اختیارات اضطراری ۱۹۳۹ (وضع شده در فوریه ۱۹۴۰) سریعاً رعایت شد که مجازات اعدام را برای افراد مجرم در خیانت، همان‌گونه که در ماده XXXIX قانون اساسی ایرلند تسجیل یافته‌است، اعمال کرد. این قوانین، مبنای حقوقی را در راستای اعدام مک‌گراث و سایر اعضای ارتش جمهوری‌خواه ایرلند فراهم نمود. در آن زمان، حکومت دی والرا مصمم بود تا بی‌طرفی دولت را در برابر نتیجه تنش‌های نظامی در اروپا حفظ کند. این اعدام‌ها همچنین نمایان‌گر تخطی بنیادی در روابط آشفته حزب حاکم فیانا فیل (Fianna Fáil) با ارتش جمهوری‌خواه ایرلند بود.
کاتلین کلارک، شهردار شهر دوبلین، بیوه تام کلارک (برنامه‌ریزی کننده اصلی قیام عید پاک و نخستین امضاءکننده اعلامیه جمهوری ایرلند) از جرالد بولاند، وزیر دادگستری – که خود او نیز عضوی سابق ارتش جمهوری‌خواه ایرلند بود – برای تعویق در اجرای حکم اعدام مک‌گراث (ناموفق) استیناف‌خواهی نمود. کلارک پس از اعدام مک‌گراث، دستور داد بیرق ملی در تالار شهر دوبلین نیمه برافراشته شود و پرده‌های تعمیر قصر بسته گردد. کاتلین کلارک در زندگی‌نامه‌اش می‌گوید که «اعدام مک‌گراث از نظر من یک جنایت بود و من باید اعتراض می‌کردم». این اعدام‌ها کلارک را واداشت تا در فرجام از حزب حاکم فیانا فیل کناره‌گیری کند.

### دستگیری دوم و اعتصاب غذا
مک‌گراث در ۲۲ اکتبر ۱۹۳۹ دستگیر شد و در همان روز دست به اعتصاب غذا زد. او تعهد نمود که یا آزاد خواهد شد یا در این راه خواهد مُرد. مک‌گراث در ۱۵ نوامبر ۱۹۳۹ به بیمارستان جاده جرویس منتقل شد. پس از ۴۳ روز بدون خوردن و آشامیدن نان و آب در ۴ دسامبر ۱۹۳۹ با کمک یکی از طرف‌داران جمهوری‌خواه که کارمند بیمارستان بود، فرار کرد. سه روز بعد، دولت درخواست عدم تعقیب جزایی را در دادگاه کیفری اختصاصی صادر نمود.

### سومین دستگیری، محاکمه و اعدام
پدی مک‌گراث در جریان حملات برنامه خرابکاری (S-Plan) در انگلستان یکی از رهبران کلیدی بود. او افراد ارتش جمهوری‌خواه ایرلند را آموزش می‌داد و در راستای حمایت لوژیستیکی کار می‌کرد. مک‌گراث در ۱۷ اوت ۱۹۴۰ در خانه‌ای در راتگر، دوبلین از سوی کارآگاهان واحد ویژه طی حملات علیه مراکز عمومی ارتش جمهوری‌خواه ایرلند، برای بار سوم دستگیر شد. توماس هارت، داوطلب ارتش جمهوری‌خواه ایرلند نیز در آن حمله دستگیر و متعاقباً همراه با مک‌گراث اعدام گردید. پس از درگیری مسلحانه با واحد ویژه، گاردا سیوچانا (پلیس این کشور) که در اثر آن مک‌کیون، گروهبان کارآگاه و ریچارد هایلند، پلیس کارآگاه به ضرب گلوله از پا درآمدند و مایکل برادی، پلیس کارآگاه نیز زخم برداشت، این دو تن دستگیری شدند. وقتی‌که دو عضو ارتش جمهوری‌خواه ایرلند تلاش کردند فرار کنند، مک‌گراث برای کمک به هارت که مجروح شده بود، برگشت ولی هر دو دستگیر شدند. عضو دیگری ارتش جمهوری‌خواه ایرلند (تام هنت) فرار کرد ولی در نتیجه دستگیر شد و به دلیل قتل متهم شناخته شد اما دادگاه اعدامش را در صبح روز اجرای حکم، کاهش داد و به زندان کراگ محبوس فرستاده شد. اجندای جلسه در مرکز اصلی ارتش جمهوری‌خواه ایرلند برنامه‌ریزی برای حمایت «طرح کاتلین» بود؛ طرح آلمان نازی برای حمله هجوم بر ایرلند شمالی.
هارت، مک‌گراث و هنت از سوی دادگاه نظامی محاکمه شدند؛ محکمه‌ای که طبق قانون قدرت اضطراری سال ۱۹۳۹ تأسیس شده بود. هر سه نفر از سوی شین مک‌براید در دادگاه حاضر شدند و این قانون را در ستره محکمه/دادگاه عالی به چالش کشیدند و خواستار تطبیق حکم «قرار احضار زندانی» شدند و در نهایت در دادگاه عالی ایرلند استیناف خواهی کردند. این استیناف خواهی ناموفق بود (چون در آن زمان حق استیناف خواهی دربارهٔ تصمیم دادگاه نظامی وجود نداشت)، هارت و مک‌گراث در ۶ سپتامبر ۱۹۴۰ به‌وسیله شلیک دسته‌جمعی در زندان مونتجوی شهر دوبلین (۲۲ روز بعد از تیراندازی) اعدام شدند. مک‌گراث در قبری بدون نام و نشان در محوطه زندان به خاک سپرده شد. بقایای او در سال ۱۹۴۸ به خانواده‌اش سپرده شد و در قبرستان گلاسنوین در کنار قبرهای شین مک‌براید و ماود گون دوباره دفن گردید.

## کتابشناسی
- Beaslai, Piaras, Michael Collins and the Making of a New Ireland Vol I, London, Harper & Brothers. 1926.
- Bell, J. Bower, The Secret Army. New Brunswick, NJ: Transaction Publishers. 1997. ISBN 1560009012
- Kathleen Clarke, Revolutionary Woman, The O'Brien Press, Dublin, 2008; ISBN 978-1-84717-059-0
- Collins, Lorcan, (2019) , Irelands War of Independence 1919-1921, The O'Brien Press, Dublin, ISBN 978-1-84717-950-0
- Coogan, Tim Pat, The I.R.A. London: Fontana Publishers. 1980. ISBN 0006359329
- Mark M. Hull, Irish Secrets. German Espionage in Wartime Ireland 1939–1945, 2003, ISBN 0-7165-2756-1
- McConville, Sean, Irish Political Prisoners 1920–1962, Pilgrimage to Desolation, Taylor & Francis Publishers, 2020, ISBN 1000082741
- McKenna, J, The IRA Bombing Campaign Against Britain, 1939–1940. McFarland, Incorporated Publishers. 2016. ISBN 9781476623726
- O Beachain, Donnacha, The Destiny of the Soldiers. Dublin, Gill & MacMillan, Limited. 2010, ISBN 9780717147632